# Chapey dang veng

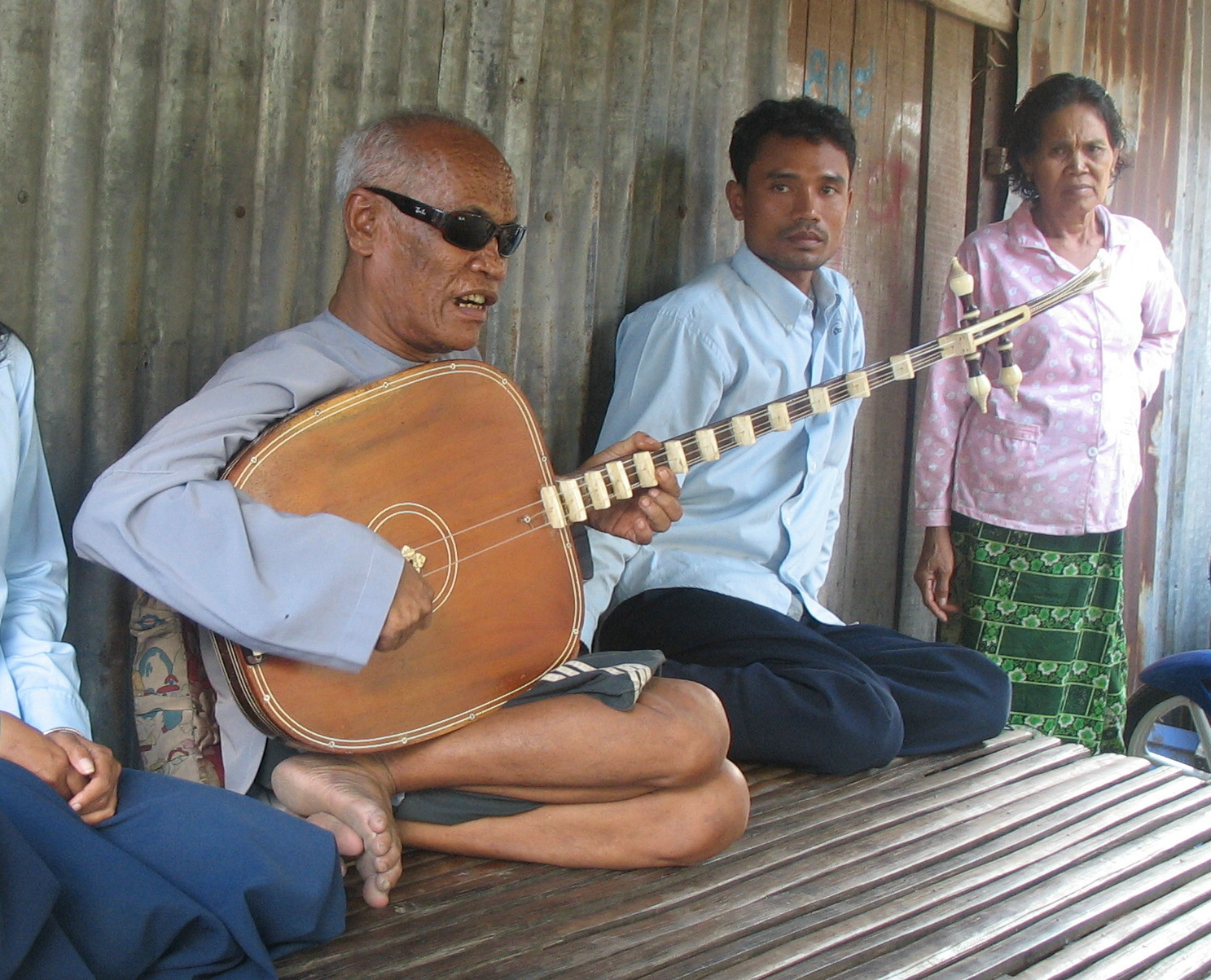
Der bekannte Musiker Kong Nay (* 1946) spielt chapey dang veng. Phnom Penh, 2007.

Chapey dang veng, auch chapay dang veng, chapei dong veng (Khmer ចាប៉ីដងវែង), chapei veng, kurz chapey (ចាប៉ី), ist eine in der kambodschanischen traditionellen Musik gespielte Langhalslaute mit zwei oder vier Saiten und einem großen gerundeten Korpus, der in Thailand die um die Mitte des 20. Jahrhunderts selten gewordene krajappi (thailändisch กระจับปี่) entspricht. Die chapey dang veng wird zur Liedbegleitung (chrieng chapey), in Hochzeitsmusikensembles (phleng kar) und in ländlichen Gebieten in zeremoniellen Ensembles (phleng arak), die bei Geisterbeschwörungsritualen auftreten, verwendet. Der Instrumentenname chapey stammt aus Indien und geht auf Sanskrit kacchapi („Schildkröte“) zurück, die Form ist mit den in Ostasien und Vietnam vorkommenden „Mondlauten“ verwandt, die wegen ihres kreisrunden flachen Korpus so genannt werden. Im Jahr 2016 wurde die chapey dang veng von der UNESCO in die Liste des dringend erhaltungsbedürftigen immateriellen Kulturerbes aufgenommen.

## Herkunft und Verbreitung

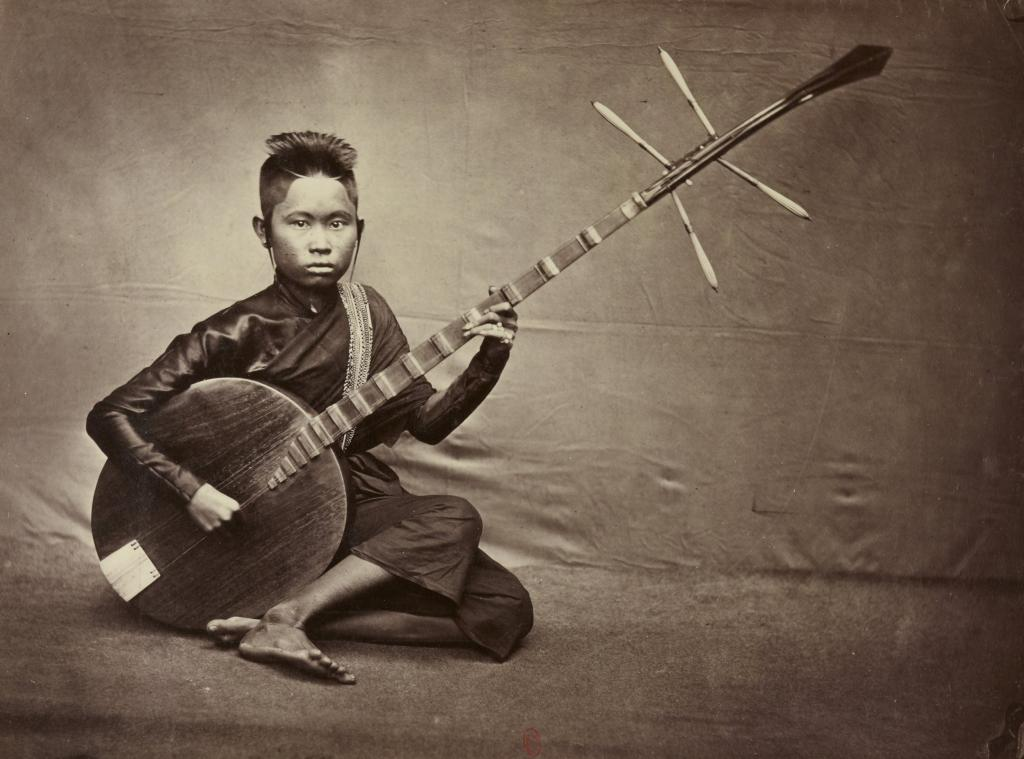
Junge chapey-Spielerin im Königspalast von Phnom Penh. Foto von Émile Gsell 1866 oder 1873.

Ab der Mitte des 1. Jahrtausends stand das Gebiet des heutigen Kambodscha, das zu jener Zeit zum Chenla-Staatenverbund und vom Beginn des 9. Jahrhunderts zum Reich der Khmer gehörte, unter indischem Kultureinfluss. Von der indischen Kultur zeugen die hinduistischen und buddhistischen Tempelanlagen vor allem in der mittelalterlichen Hauptstadt Angkor. Dort sind an einigen Tempelreliefs Darstellungen von indischen Bogenharfen (vina) zu sehen, die in Indien bis um das 7. Jahrhundert in Gebrauch waren, und Stabzithern eines einfachen Typs, der in Indien praktisch verschwunden ist und dort nur noch in einem Rückzugsgebiet in Ostindien mit dem Namen tuila, in Kambodscha als kse diev und in Thailand als phin nam tao vorhanden ist. Ein Relief am Bayon zeigt eine senkrecht gehaltene Laute mit einem kleinen runden Korpus, die jedoch nichts mit der Form der chapey zu tun hat. In schriftlichen Quellen der Hochkultur der Khmer sind einige Namen für Saiteninstrumente überliefert, die sich aber kaum einem Instrumententyp zuordnen lassen. Langhalslauten mit einem schlanken birnenförmigen Korpus und drei bis fünf Saiten, wie sie auf Reliefs an den indischen Stupas von Amaravati (2. Jahrhundert n. Chr.) und Nagarjunakonda (etwa 4. Jahrhundert n. Chr.) vorkommen, sind für das mittelalterliche Kambodscha nicht nachgewiesen. Ebenso sind in Indonesien, das ab den ersten nachchristlichen Jahrhunderten von indischen Händlern und Missionaren besucht wurde, keine entsprechenden Langhalslauten bekannt. Von den auf einigen südostasiatischen Inseln verbreiteten Bootslauten mit langem Hals vom Typus der sape tragen zwar manche auf den Philippinen aus dem Sanskritwort kacchapi für eine altindische Langhalslaute abgeleitete Namen (wie kutiyapi), dieser Instrumententyp ist jedoch in Indien unbekannt.
Insgesamt war der Einfluss indischer Musik auf Südostasien eher gering und ist auch bei der chapey nicht erkennbar, immerhin geht ihr Name wie thailändisch krajappi auf Sanskrit kacchapi zurück. Dass ein Instrumentenname in einer Region verschwindet und anderswo für einen anderen Instrumententyp wieder auftaucht, ist nicht ungewöhnlich. Die zweisaitige indonesische Stachelfiedel rebab teilt beispielsweise ihre Namensherkunft vom arabischen Wortstamm r–b–b (häufig vokalisiert als rabāb) mit verschiedenartigen orientalischen Streich- und Zupfinstrumenten und nach sitar für eine indische Langhalslaute ist in Westjava mit siter eine Variante der Kastenzither celempung benannt. Die Bezeichnung kacchapi für ein Saiteninstrument wird erstmals in Bharata Munis Werk über die darstellenden Künste Natyashastra um die Zeitenwende erwähnt, als das Gandhara-Reich im Nordwesten Indiens unter griechischem Einfluss stand. Curt Sachs (1923) gibt die Annahme wieder, das Wort kacchapi, das auf Sanskrit und Pali „Schildkröte“ bedeutet, könnte analog zum griechischen Wort cheloni für ein Zupfinstrument mit einem Schildkrötenpanzer als Resonator, das von chelys („Schildkröte“) abgeleitet ist, auf ein indisches Saiteninstrument übertragen worden sein. Diese Bedeutungsübertragung müsste unabhängig von der Form erfolgt sein, denn Saiteninstrumente mit Schildkrötenpanzer kamen in Indien nie vor, es sei denn, eine Abbildung der Gandhara-Kunst mit einem einfachen, frühen Typ einer dreisaitigen Kurzhalslaute wird als Schildkrötenform betrachtet. Eine praktische Namensherleitung berücksichtigt, dass kacchapi auch den Baum Cedrela tuna (Familie der Mahagonigewächse) bezeichnen kann, dessen Holz bis heute zum Bau der sitar verwendet wird.
Sprachverwandt in Indonesien sind kacapi für eine Brettzither in Westjava und hasapi für eine schmale zweisaitige Zupflaute auf der Insel Sumatra, auch die sape in Borneo gehört zu diesem um einiges größeren Wortumfeld, das sich laut Walter Kaudern (1927) in der hinduistischen Zeit, also vor der im 13. Jahrhundert in Nordsumatra und Anfang des 15. Jahrhunderts auf Java beginnenden Islamisierung im Malaiischen Archipel verbreitete. Die geographische Verbreitung des Wortumfelds kacchapi sieht Kaudern mit der maximalen Ausdehnung des letzten hinduistischen Großreichs Majapahit verknüpft. Die Größe und der Umriss des chapey-Korpus können zwar auf eine Schildkröte bezogen werden, für die anderen genannten Saiteninstrumente in Südostasien passt die Formassoziation aber nicht.

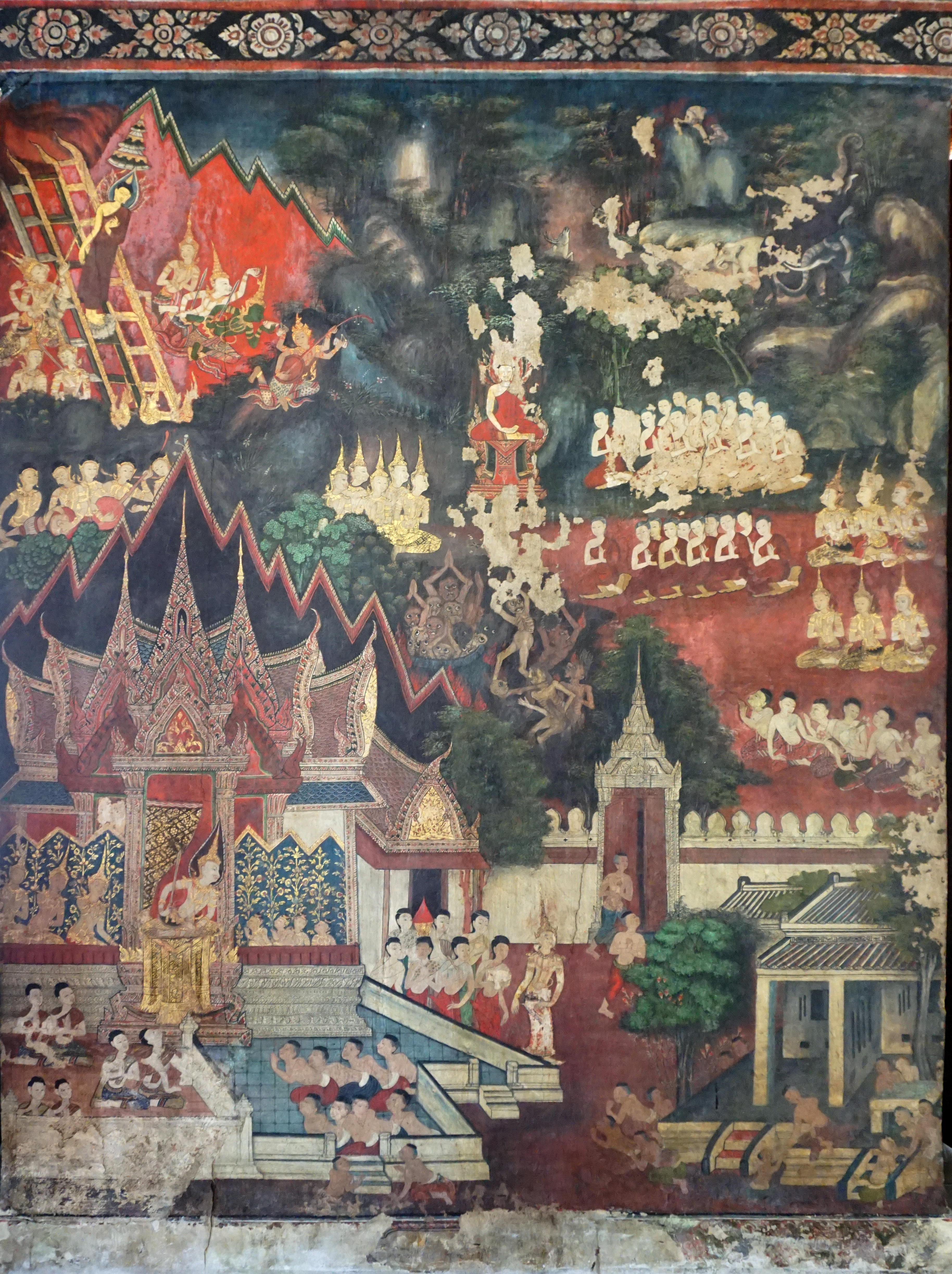
Wandmalerei in der Buddhaisawan-Kapelle in Bangkok von 1795. Abstieg vom Himmel. Gott Indra (mit Schneckenhorn) und sein krajappi spielender himmlischer Gefährte Pancasikha nehmen nicht die dreiteilige Leiter links oben, sondern fliegen auf die Erde herab.

Dem Zerfall des Khmer-Reichs in Kambodscha folgte im 15. Jahrhundert die Machtübernahme durch Siam, das nun ein Gebiet kulturell beeinflusste, in dem bis ins 19. Jahrhundert Musik praktisch nur noch auf dörflicher Ebene praktiziert wurde. Die meisten kambodschanischen Musikinstrumente haben daher thailändische Entsprechungen, die sich allenfalls graduell in Form und Spielweise voneinander unterscheiden. Das thailändische Gegenstück zur chapey dang veng und das Bindeglied zu ihrer weiteren Herkunft und Verbreitung ist die dreisaitige Langhalslaute krajappi, die bis ins 19. Jahrhundert in der klassisch-thailändischen Musikgattung mahori – dem kambodschanischen mohori entsprechend – und im khrung sai-Ensemble gespielt wurde. Letzteres ist heute, wie der Name sagt, ein „Streichinstrumenten-Ensemble“. Andere Saiteninstrumente im mahori sind die dreisaitige Röhrenspießgeige sor sam sai (in Kambodscha tro khmer) und die ebensolche zweisaitige sor u (in Kambodscha tro ou). Hinzu kommen bei einem vollständigen jüngeren mahori-Ensemble zwei Xylophone, die den kambodschanischen roneat nahestehen, ranat ek und ranat thom (hoch und tief gestimmt), die beiden Buckelgongkreise khong wong lek und khong wong yai (hoch und tief gestimmt), die Handzimbeln ching sowie das Trommelpaar thon und rammana.
Die einzige thailändische Wandmalerei, auf der ein solches Ensemble mit Saiteninstrumenten, Xylophonen und Trommeln zu sehen ist, befindet sich an der Außenwand der Galerie im Wat Phra Keo (Bangkok, Schule von Rattanakosin, zweites Viertel 19. Jahrhundert, ab 1880 mehrfach restauriert). Alle Musiker liegen schlafend auf dem Boden. Ein kleineres, musizierendes mahori-Ensemble mit einer in der Mitte sitzenden krajappi-Spielerin ist im Wat Suwandararam in Ayutthaya aus der Zeit von Rama I. (reg. 1782–1809) und in der Buddhaisawan-Kapelle zu sehen, die zum Nationalmuseum Bangkok gehört. In der 1795 erbauten Kapelle befinden sich die ältesten Wandmalereien der Landeshauptstadt. Diese Musikszene stellt eine ältere Form eines nur von Frauen besetzten mahori-Ensembles dar mit sor sam sai, krajappi, Bambuslängsflöte khlui, Bechertrommel thon und gelegentlich der flachen Trommel rammana, Klappern krap phuang und ching. Eine andere Szene in der Buddhaisawan-Kapelle zeigt den Gott Indra und seinen nur in der buddhistischen Tradition vorkommenden Begleiter Pancasikha, wie beide im Flug vom Himmel herabkommen. Pancasikha gehört zu den himmlischen Musikern (Gandharvas) und wird meist mit einer Bogenharfe, hier dagegen mit einer krajappi abgebildet. Er hält die krajappi, an der drei Saiten und fünf Wirbel erkennbar sind, in der üblichen Lautenposition mit zwei Händen schräg vor dem Oberkörper und schüttelt mit zwei weiteren Händen in Kopfhöhe kleine Sanduhrtrommeln (damaru). Die krajappi ist seit der Mitte des 20. Jahrhunderts weitgehend verschwunden und wird nur noch gelegentlich solistisch gespielt.
Die gezupfte Langhalslaute war die seltenste der drei thailändischen Saiteninstrumententypen. Der bekannteste Typ ist die dreisaitige Zither chakhe, die der kambodschanischen krapeu und der burmesischen mí-gyaùng entspricht und wegen ihrer Gestalt zu den „Krokodilzithern“ gezählt wird. Sie stammt wahrscheinlich aus Indien, wo eine Reihe zoomorph geformter Zithern bekannt sind, etwa die pfauengestaltige mayuri vina. Die ältesten der unter der Sammelbezeichnung sor zusammengefassten Streichlauten in Thailand stammen hingegen aus China. Dort besitzen sie seit der Ming-Dynastie (1368–1644) den Namen huquin (etwa „Fiedel der Fremden im Norden“), der zu einem Ursprung der Stachelfideln bei den Steppennomaden in der Mongolei verweist. Eine derart ferne Herkunft von krajappi und chapey dang veng lässt sich nicht ausmachen.

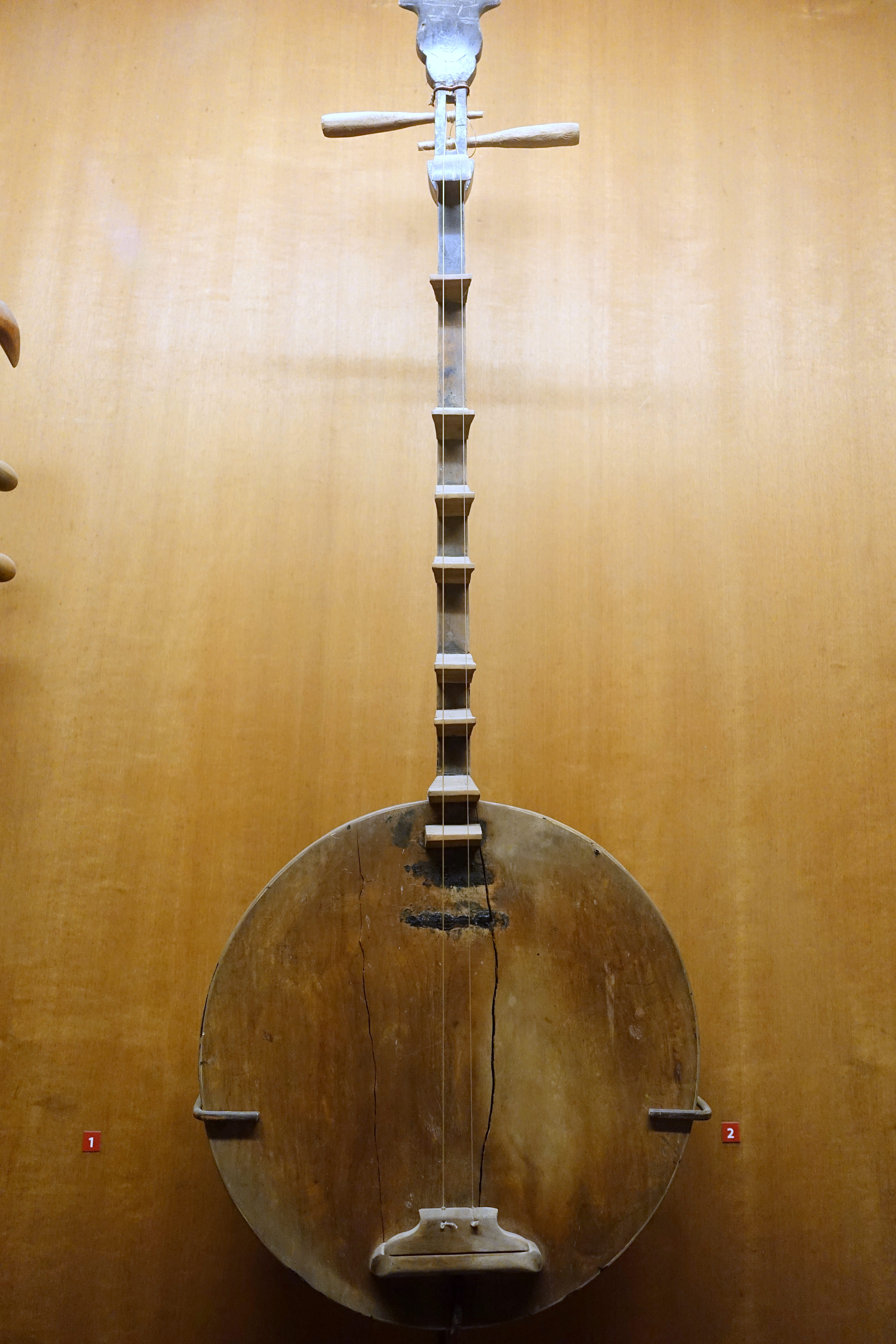
Vietnamesische zweisaitige Laute đàn nguyệt im Ethnologischen Museum von Vietnam.

Zu den frühesten Erwähnungen der krajappi in der europäischen Literatur gehört ein Bericht des englischen Völkerkundlers und Orientalisten John Crawfurt von 1828, der die krajappi als „Gitarre mit vier Saiten“ bezeichnet und zu den zehn Instrumenten zählt, die neben zwei Gongkreisen (khong wong yai), einer dreisaitigen Fiedel, einem viersaitigen bootförmigem Instrument (takhe, Krokodilzither) und einer Flöte (khlui) ein siamesisches Orchester ausmachten. In der Beschreibung der siamesischen Musikinstrumente des englischen Reisenden Frederick Arthur Neale (1852) ist die krajappi ein Banjo, das vollständig aus einem mit Pergament überzogenen „langhalsigen Kürbis“ besteht und mit vier bis sechs Saiten bespannt ist. Andere Beschreibungen aus der zweiten Hälfte des 19. Jahrhunderts bestätigen den aus einer Kalebasse gefertigten Resonanzkörper der krajappi. In der letzten bekannten historischen Erwähnung der krajappi, einem Reisebericht von Maxwell Sommerville von 1897, wird ein – falls die Angaben stimmen – erstaunlich großes Orchester vorgestellt mit jeweils zehn krajappi, Trogxylophonen (ranat), Buckelgongkreisen (khong wong), Krokodilzithern (takhe) und einfelligen Trommeln (rammana).
Die geographisch nächsten Langhalslauten sind die etwas kleinere, zwei- bis viersaitige phin in Nordostthailand (Isan) und Laos sowie die viersaitige sueng in Nordthailand. Näher verwandt sind die ostasiatischen und vietnamesischen „Mondlauten“, deren Namen sich auf ihren kreisrunden, großen und flachen Korpus bezieht. Zu ihnen gehören die viersaitige chinesische yueqin mit einem kurzen Hals (in Japan gekkin) und die ebensolche chinesische ruan, der ein sehr hohes Alter attestiert wird. Mit den Mondlauten verbindet die chapey dang veng die Form des Korpus, während der Hals wohl unter dem Einfluss der regionalen Stachelfiedeln verlängert wurde.
Einen kleineren Korpus, aber einen der kambodschanischen Laute entsprechenden, sehr langen, dünnen Hals hat die chinesische dreisaitige sanxian, deren Namen bereits in der Tang-Dynastie (618–907) bekannt war und die auf chinesischen Felsmalereien des 12. Jahrhunderts dargestellt ist. In Japan wird sie shamisen genannt. Einen, im Unterschied zu den beiden, nicht runden, sondern trapezoid-kantigen flachen Korpus mit einem ebenso schlanken Hals besitzt die seltene vietnamesische đàn đáy, die eine Kombination aus der zweisaitigen vietnamesischen Mondlaute đàn nguyệt und der langen dreisaitigen Spießlaute đàn tam mit einem gerundeten kleinen Korpus darstellt. Die đàn nguyệt mit zwei Saiten aus Seide oder Nylon, vom belgischen Musikwissenschaftler und Komponisten Gaston Knosp (1907) als „viersaitige Guitarre mit kreisförmigem Schallkasten“ umschrieben, weil sie um 1900 offenbar mit Doppelsaiten aus Seide ausgestattet war, hat einen längeren Hals als andere Mondlauten, also ein der chapey dang veng ähnlicheres Größenverhältnis zwischen Korpus und Hals.

## Bauform
Chapey dang veng bedeutet „Laute mit rundem Griffbrett“; ein alter Name ist chapey thom („große Laute“). Der aus einem Holzstück dickwandig geschnitzte Korpus (snauk) ist so groß wie bei Mondlauten, annähernd rund oder quadratisch mit stark gerundeten Ecken. Am Halsansatz bleibt ein etwa zehn Zentimeter ins Korpusinnere ragendes Massivholz erhalten, an welches der lange schlanke Hals (dang) angeleimt wird. Die aufgeklebte, flache, dünne Holzdecke (santeah) hat kein Schallloch oder ein kleines kreisförmiges Loch (run santeah) in der Mitte. Die Saiten verlaufen von einem am Korpusrand befestigten Saitenhalter über einen im unteren Drittel der Decke befindlichen Steg (kingkuok) zu langen seitenständigen Wirbeln, oberhalb derer der Hals in einer eleganten Biegung nach hinten ausläuft. Die Laute wird mit zwei einzelnen Saiten oder zwei Doppelsaiten aus gedrehter Seide oder bei heutigen Instrumenten auch aus Nylon bezogen. Die Saiten sind im Quartabstand gestimmt und werden üblicherweise mit einem Plektrum aus Tierhorn angerissen. Sie führen über 12 oder 13 hoch auf dem Hals stehende, mit schwarzem Wachs angeklebte Bünde aus Hartholz oder Bein. Durch das entfernbare Wachs lässt sich die Position der Bünde verändern. Die Melodie wird fast ausschließlich auf der hohen Saite (khse aek) gespielt, während die tiefe Saite (khse ko) als Bordun dient.
Die für die einzelnen Bauteile verwendeten Holzarten müssen sorgfältig ausgewählt werden, denn der Klang soll außer für die Zuhörer in der Ritualmusik auch für die Geister gefällig wirken. Deshalb werden für Korpus, Hals, Decke und Steg unterschiedliche Hölzer verwendet. Jaques Brunet (1979) gibt eine von der Gestaltung des Halsendes abhängige Gesamtlänge von 130 bis 170 Zentimetern an. Ein gemessenes Exemplar hat eine Gesamtlänge von 140 Zentimetern, eine Halslänge von 105 Zentimetern, einen 30 × 34 Zentimeter messenden Korpus, dessen Höhe 6 Zentimeter beträgt und eine frei schwingende Saitenlänge von 85 Zentimetern.
Bei derselben Variationsbreite der Formen lassen sich kambodschanische Lauten kaum von den thailändischen Vorbildern unterscheiden. Eine typische krajappi ist bis zu 180 Zentimeter lang und hat einen etwa 138 Zentimeter langen Hals, ihr Korpus misst etwa 44 Zentimeter in der Länge, 40 Zentimeter in der Breite und 7 Zentimeter in der Tiefe. Anfangs war die krajappi mit Darmsaiten bezogen, später mit Saiten aus Seide oder Nylon. An die Begleitinstrumente angepasst werden die Saiten auf g–d (für das Zusammenspiel mit der sor duang) oder auf die Quinte c1–g1 (für die sor u, entsprechend der Khmer-Fiedel tro ou) gestimmt.
Die chapey tauch (chapey toch, „höhere“, „kleinere“ chapey) mit einem wie bei chinesischen Mondlauten kurzen Hals ist verschwunden. Um 1900 scheint diese kleinere Laute von Frauen des Königspalastes gespielt worden zu sein, offenbar wurde sie wegen des leisen Tons und der mäßigen Klangqualität aufgegeben.

## Spielweise

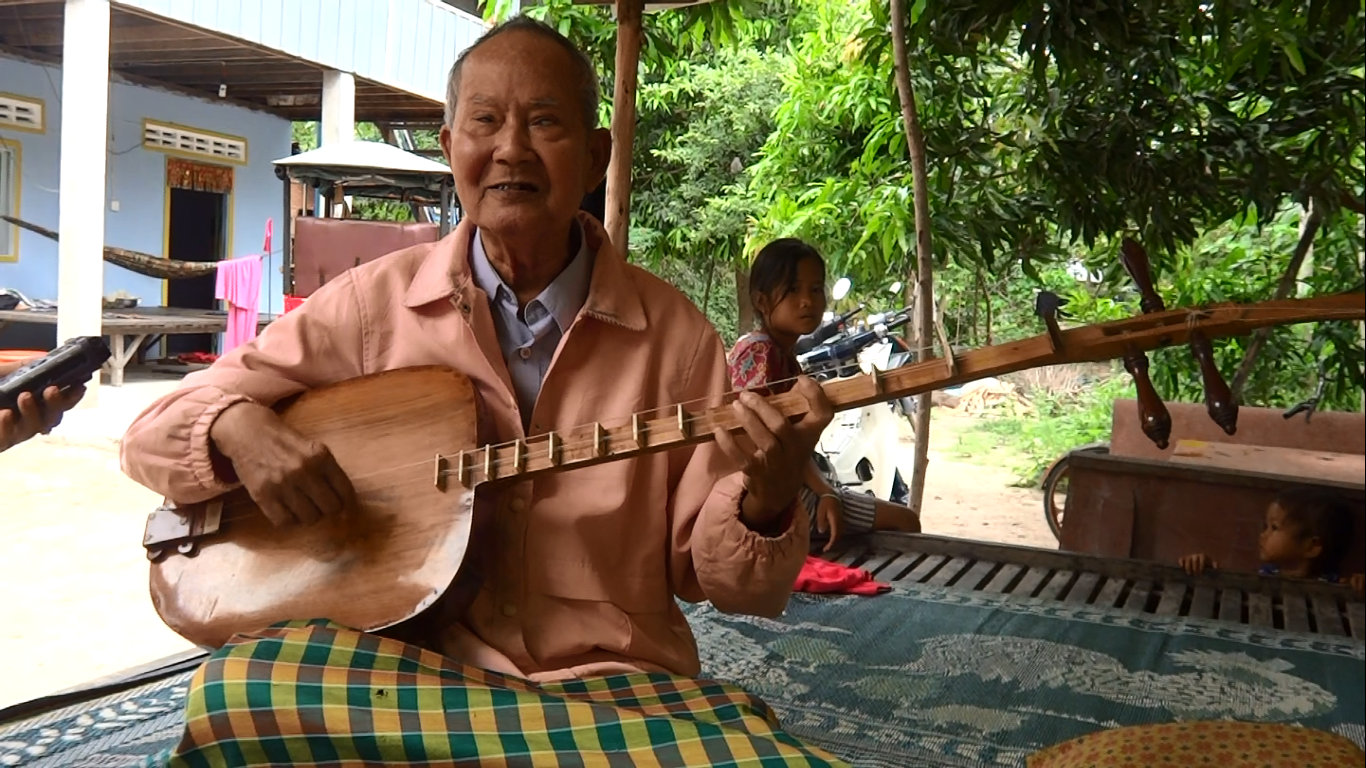
Chapey-Spieler Brach Chhoun in der südlichen Provinz Takeo, 2014.

Die thailändische krajappi wurde bis zum Ende des 19. Jahrhunderts im alten mahori-Ensemble (mahori boran) verwendet, das aus mindestens vier Instrumenten bestand: krajappi, dreisaitige Fiedel sor sam sai, Bechertrommel thon und die vom Sänger bediente krap phuang (eine aus sechs bis zehn Holzlamellen zwischen zwei festeren Holzstäben bestehende Klapper).
Neben dem ursprünglich höfischen Khmer-Orchester pin peat (in Thailand pi phat), das von Xylophonen und Gongkreisen dominiert wird und heute höfische Tanzstile, manche Theaterformen, das Schattenspiel sbek thom und mönchische Zeremonien begleitet, gibt es eine Reihe weiterer Ensembles, die eigens bei bestimmten Anlässen auftreten. Das mohori hat keine zeremonielle Funktion, es wird zur allgemeinen Unterhaltung und zur Begleitung von Volkstänzen eingesetzt. Um 1900 war das mohori laut Gaston Knosp gegenüber dem pi phat der männlichen Musiker ein „zarteres Frauenorchester“ mit einigen vom pin peat übernommenen Schlaginstrumenten sowie der Spießgeige tro ou (die er mit „Ravanastron“ übersetzt) und der „großen“ (chapey thom, gemeint chapey dang veng) und der „kleinen“ Langhalslaute (chapey toch).

### Chrieng chapey
Zur Volksmusik gehört der erzählende Gesangsstil chrieng chapey, der von der chapey dang veng begleitet häufig bei dörflichen Hochzeiten aufgeführt wird. Beim chrieng chapey spielt ein meist männlicher Sänger selbst auf der Laute (chrieng, „singen“, also „die Laute singen“). Straßensänger überlieferten einen Teil der kambodschanischen Volkserzählungen, indem sie von Dorf zu Dorf zogen und abends vor einer Menschenmenge auftraten, die sich vor dem buddhistischen Kloster versammelt hatte. Die Aufführungen konnten die halbe oder ganze Nacht dauern. Währenddessen galt es, das Publikum mit spannenden oder lustigen Erzählungen, auch mit improvisierten Geschichten zu Tagesereignissen, bei Laune zu halten. Vor Beginn der Terrorherrschaft durch die Roten Khmer 1975 lag der Schwerpunkt auf phantastisch-mythischen Volkserzählungen wie Preah Chinavung, Hang Yunn und Preah Chan Korup, die neben dem Reamker, der kambodschanischen Adaption des indischen Epos Ramayana, populär sind. Seit dem vollständigen gesellschaftlich-kulturellen Neuanfang 1979 werden die alten Legenden durch Schilderungen der Schreckensherrschaft und durch aktuelle Themen ergänzt. Mit chrieng namensverwandt ist der in der thailändischen Region Isan von der Mundorgel khaen begleitete Gesangsstil chariang.

### Phleng kar

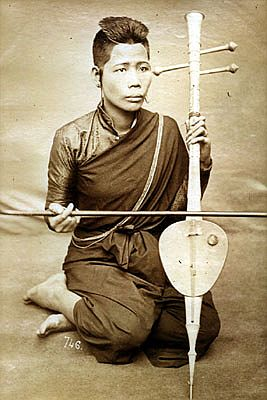
Eine Musikerin mit der Stachelgeige tro khmer, die der javanischen rebab ähnelt. Foto von Émile Gsell, 1866 oder 1873.

Das vung phleng kar, die traditionelle Hochzeitsmusik, ist das beliebteste Volksmusikensemble der Kambodschaner. Das alte „originale“ Hochzeitsmusikensemble, das zu den ältesten Musikgattungen der Khmer gehört und bis um die Mitte des 20. Jahrhunderts existierte, ist das phleng kar boran. Ein anderer Name ist krom phleng Khmer. Seine Besetzung besteht aus dem zylindrischen Doppelrohrblattinstrument pey prabauh mit einer etwa 30 Zentimeter langen Spielröhre aus Holz oder Bambus (verwandt mit der koreanischen piri, der chinesischen guan und der japanischen hichiriki), nach dessen Tonhöhe die Saiteninstrumente gestimmt werden, der einsaitigen Stabzither kse diev (auch khse muoy), der dreisaitigen Stachelgeige tro khmer (auch tro ksae bei ähnlich der javanischen rebab), der chapey dang veng, zwei mit den Händen geschlagene Bechertrommeln skor arak, Handzimbeln ching aus Messing, das aus einem gefalteten Blatt bestehende freie Mirliton slekk und einer Gesangsstimme neak chrieng.
Ein heutiges Hochzeitsmusikensemble, das phleng kar kondal („semi-traditionelle Hochzeitsmusik“) genannt wird, setzt sich laut Kathey M. McKinley (1999) neben einem Sänger und einer Sängerin aus vier Instrumentalisten zusammen, die eine zweisaitige Stachelgeige mit zylindrischem Resonator tro sao (in Thailand sor u), eine Krokodilzither takhe, ein trapezförmiges Hackbrett khim(m) mit 14 dreichörigen Saiten (vom chinesischen yangqin abgeleitet) und die Bechertrommel skor arak. Dieses Ensemble kann um eine weitere Bechertrommel, eine zweisaitige Fiedel und von einem der Sänger gespielte Zimbeln vergrößert werden.
Gisa Jähnichen (2012) beschreibt ein phleng kar-Ensemble, das einschließlich der Gesangsstimme aus mindestens sieben Musikern bestehen soll. Zu den Instrumenten gehören demnach die beiden Stachelfiedeln tro so tauch (in Thailand sor duang) und tro ou, die chapey dang veng, die Krokodilzither takhe, das Hackbrett khim, die Bambuslängsflöte khloy (in Thailand khlui), die Handzimbeln ching, die einfellige flache Trommel skor rumanea (in Thailand rammana) und die Bechertrommel skor arak.
Die Gesangsstimme hat lautliche Improvisationsmöglichkeiten innerhalb eines für jedes Stück festgelegten Melodiegerüsts und bedient sich wiederkehrender universaler Phrasen. Die Musikinstrumente sind nach ihrer musikalischen Aufgabe in vier Gruppen eingeteilt. Die Stachelfiedeln (und die Flöte) der ersten Gruppe spielen die Melodielinie, während die chapei dang veng und das Hackbrett khim die Melodie mit Zwischentönen ausfüllen. Die dritte Gruppe bilden die für die rhythmische Struktur gebrauchten Trommeln. Die Zimbeln schließlich legen die metrischen Betonungen fest und geben das Tempo sowie Tempiwechsel vor. Jedes Musikstück wird von einem freirhythmischen Solo eines der Instrumente eröffnet, in welchem die grundlegenden melodischen Strukturen für die anderen Ensemblemitglieder eingeführt werden.
Die in der Regel als Amateure engagierten Musiker sind im Verlauf der Hochzeit (kar) in eine detailliert festgelegte Abfolge von Zeremonien eingebunden. Der nach dem Frühstück beginnende Hauptteil der Feier besteht aus mindestens acht Aktivitäten, darunter: Braut und Bräutigam werden die Haare geschnitten, die Braut wäscht dem Bräutigam die Füße, der Bräutigam überreicht Betelpalmblüten an die Eltern, Braut und Bräutigam wird ein Baumwollfaden am Handgelenk umgebunden und es werden diverse Geister und Ahnengeister herbeigerufen. Während und zwischen den einzelnen Handlungen spielen die Musiker insgesamt 20 bis 30 standardisierte Musikstücke aus dem phleng kar-Repertoire und zu einem kleinen Teil aus dem Unterhaltungsgenre mohori. Die Teilnehmer an der Hochzeit tanzen nicht zur Musik und nehmen auf diese auch keinen Einfluss. Hauptzweck der Musik, die in jedem Fall von einer Live-Band stammen muss, ist die Strukturierung des Gesamtablaufs, die auch einen zeitlichen Rahmen für die einzelnen Aktivitäten schafft.

### Phleng arak
Eigens der Verehrung von Geistern dient das Ensemble phleng arak oder vung phleng arakk. Bei der Geisterbeschwörungszeremonie (arak, die Ahnengeister heißen ebenfalls kollektiv arak oder bai sach) gerät ein Medium in Trance, um die Ursache einer Krankheit herauszufinden. Der chinesische Gesandte Zhou Daguan, der 1296–1297 Angkor besuchte, vermeldet in seinem Reisebericht, es gäbe Magier, die ihre Heilkünste an den Kambodschanern ausübten. Zu den bis heute besonders in ländlichen Gebieten mit unzureichender medizinischer Versorgung nachgefragten Heilermethoden gehören Pflanzenmedizin und magische Praktiken, denen eine animistische Vorstellung von omnipräsenten, auf die Menschen einwirkenden Geistern zugrunde liegt. Eine Krankheit wird demzufolge von verärgerten Geistern hervorgerufen. Daher wird ein magischer Heiler eingeladen, der während seiner Trance eine banchaul roup („tritt in den Körper ein“) oder banchaul arak („der Schutzgeist tritt ein“) genannte Zeremonie durchführt. Zunächst muss jedoch der Sachverstand eines Dorfältesten bemüht werden, um ein für den Einzelfall geeignetes Medium zu finden. Dann engagieren die Verwandten des Erkrankten ein phleng arak-Ensemble und beschaffen die benötigten Opfergaben, bis am vereinbarten Tag und Ort die Zeremonie mit dem Kranken, dem Heiler und den Musikern stattfindet.
Das phleng arak besteht aus einer Stabzither kse diev, einer Stachelfiedel tro khmer, einer chapey dang veng, einem Doppelrohrblattinstrument pey prabauh, einer Bechertrommel skor arak, Handzimbeln ching und Sängern neak chrieng. Nicht für die Musik des Ensembles, aber zur Eröffnung der Zeremonie und zur Anrufung des großen Lehrers (krou thomm) namens Samdech Preah Krou (ein Schutzgeist, der auch dem höfischen Khmer-Tanz beiwohnt) werden zwei weitere, solistisch verwendete Musikinstrumente benötigt: das Einfachrohrblattinstrument pey pork aus einer Bambusröhre mit Messingrohrblatt und das seitlich angeblasene Tierhorn sneng mit Einfachrohrblatt. Auf die Eröffnung folgt die Phase der Trance mit der Befragung der Geister, gefolgt von einer abschließenden Danksagung. Die Musik ist wesentlich für das Gelingen der Zeremonie.
Während das phleng arak-Ensemble als Folge verbesserter medizinischer Einrichtungen vor allem in den Städten allmählich verschwindet, ist das phleng kar-Ensemble über seine ursprünglich rein funktionale Rolle bei der Hochzeitszeremonie hinausgekommen und wird heute auch konzertant aufgeführt und über das Fernsehen verbreitet.